# Erik Hillestad
Erik Hillestad, född 12 december 1951, uppvuxen i Oslo och Bergen, är en norsk skivproducent, textförfattare och multiinstrumentalist. Han är son till Olaf Hillestad.
År 1974 skapade han Kirkelig Kulturverksted. Han har engagerat sig internationellt inom musiken för folks rättigheter. Han har också producerat musik åt svenska artisten Carola Häggkvist.